# Isaac Arce
Isaac Arce Ramírez (Copiapó, 3 de junio de 1863 - † Antofagasta, 2 de febrero de 1951) Historiador antofagastino.

## Biografía
Su familia estaba conformada por su padre, el arquitecto Jerónimo Arce Olmos y su madre Carmen Ramírez Ríos, quienes tuvieron cuatro hijos. Deciden trasladarse de Valparaíso a Antofagasta, cuando Isaac Arce tenía nueve años. Allí ingresa a una pequeña y única escuela particular que había en Antofagasta, cuyo nombre era "Liceo Boliviano - Chileno", administrado por el señor Cruz Casanova.
A los trece años, fallece su padre sin dejarle medios para subsistir, por lo que se integra al mundo laboral y “desde entonces he seguido luchando con tesón y perseverancia, sin desmayar un solo instante”, escribió en 1940.
En 1879, tenía dieciséis años para el inicio de la Guerra del Pacífico y se incorpora al Batallón Cívico Nº 1 de Antofagasta, con el grado de Cabo 2º de la Compañía de Cazadores. Fue testigo del Segundo Combate Naval de Antofagasta, entre la Abtao y el Huáscar, el 28 de agosto de 1879 en la rada de Antofagasta.
En 1881 ingresa a la Compañía de Salitres y Ferrocarril de Antofagasta como Ayudante del Jefe de Almacén de Carmen Alto. Trabajó en esta empresa por más de 25 años, donde ejerció varios cargos, entregando gran parte de su vida a la pampa, lo que curtió su personalidad, hasta hacerlo un hombre férreo y severo.
A los 35 años, comienza a escribir y entregar su opinión por medio de la prensa, principalmente artículos de difusión patriótica. Al cumplirse el décimo noveno aniversario del Combate Naval de Iquique, redacta un extenso artículo, “La Gloria de Arturo Prat en el extranjero (Para la historia)”, que se publicó en El Industrial, que fundara Matías Rojas Delgado. Luego, comienza a publicar en medios: Nacional de Iquique, La Ley, Libertad Electoral, La época, Pluma y Lápiz de Santiago.
En su trabajo en compañías salitreras recopiló gran cantidad de información. En “Rotura y Mermas” ordenó los variados estatutos de éstas, como: Aguas Blancas, Esmeralda, Carmen, Candelaria, Lastenia, Riviera, Railway Company Limited, The Borax Consolidated Limited, Carrasco y Zanelli, Progreso, Pampa Alta, etc. Estatutos y contratos celebrados entre las múltiples compañías fueron parte de su interés. Desde mediados de la década de 1880 comenzó a conformar unos volúmenes de “Recortes de Diarios”
En una cruzada cívica por el reconocimiento comunitario de los héroes del combate del 28 de agosto de 1879, comienza con colaboraciones en periódicos de la época: 
En 1898 - “El Pago de Chile” dio a conocer en El Industrial, el olvido injusto a que se había sometido a los Héroes de la “Abtao”. 
En 1899 - “Un episodio de la Guerra del Pacífico”, para tratar este acontecimiento bélico en El Industrial.
En 1903 - “El Combate de Abtao. 28 de agosto de 1879. Reminiscencia histórica. Las primeras noticias publicadas en Santiago”. 
En 1904 - “Reminiscencia histórica. El Combate Naval de Antofagasta. Los Héroes de la Abtao".
En 1905, su amigo el poeta y periodista Carlos Pezoa Véliz, lo retrata en el artículo “Un Administrador”, donde lo enaltece con gran valor por su trabajo: “hombre de un carácter vigoroso”, “Regularísimo es él. Sus tareas diarias están normalizadas por un rígido itinerario de acción, a cuya letra se aferra con fuerte voluntad. Ni un solo minuto de cada día permite a su cerebro lo que se llama descanso de atención”.
Otro de sus aportes a la comunidad, fue la formación de la colección mineralógica, con muestras de caliche y piedras preciosas, del Liceo de Hombres. Al Rector del establecimiento, doctor Pedro Olegario Sánchez, le instó a participar en la Exposición de los Liceos del país en noviembre de 1902. 
En 1915 solicita el traslado a La Paz, Bolivia, para trabajar en la Sección Estadística de la “Bolivia Railway  Company” durante cinco años. En este período, asistía a la Biblioteca Nacional de La Paz, donde continuó su investigación sobre Antofagasta,  descubriendo datos inéditos sobre su origen y crecimiento.
Poseedor de una innegable vocación pública, participó y ayudó a formar varias organizaciones sociales, destacando la multiplicidad de sus preocupaciones. Según El Mercurio de Antofagasta, fue voluntario y tesorero de la antigua Tercera Compañía de Bomberos; miembro de la Sociedad de Artesanos; presidente de la Cruz Roja Chilena de Antofagasta; miembro fundador y director de la Sociedad Protectora de Empleados; miembro fundador de la Sociedad de Instrucción Primaria de Antofagasta; miembro fundador del Círculo de Periodistas y Artistas de la ciudad; miembro de la Sociedad “Amigos del Árbol”; miembro honorario de la Sociedad de Veteranos del 79 e incluso presidente honorario de varias sociedades de fútbol, entre otras ocupaciones. Además, generó distintas campañas, como una para crear un mausoleo a los caídos por el “Combate de Abtao”, y también para restaurar el significativo Cerro El Ancla.
Al acogerse a retiro se radicó en Antofagasta, donde por su participación recibió numerosas distinciones honoríficas de diversas instituciones sociales y de beneficencia.
Desde 2010, el Centro de Investigación Histórico Cultural "Isaac Arce Ramírez", se dedica a divulgar, fomentar y promover la investigación histórica cultural de Antofagasta, inspirados en la figura del Historiador Regional: Don Isaac Arce Ramírez.

## Obra
Su principal obra es el libro Narraciones Históricas de Antofagasta, que se publica en 1930. Destaca por un sentido periodístico de la historia y brilla por su valor documental de primera mano.  Como autor se vincula con los sucesos y hechos que narra, contando de manera fidedigna el nacimiento y cambios de la ciudad de Antofagasta. Entre los muchos atributos que tiene esta investigación, hay dos que es necesario destacar: es la única Historia General de la ciudad y su lectura es un manantial generoso de inspiración para nuevas investigaciones.
Años antes de su lanzamiento, Arce ya promocionaba su libro ofreciendo relatos de sus capítulos en charlas organizadas en la Municipalidad, ocasiones para las que los vecinos y autoridades de Antofagasta se deleitaban con sus narraciones.
"Las “Narraciones” del Sr. Arce poseen este mérito de autenticidad que ningún otro trabajo histórico nuestro podría exhibir: escribió los acontecimientos fundamentándose en su propia existencia; casi, diríamos, estuvo en la fundación del puerto; llegó a sus playas apenas era Antofagasta una señal, cálida ciudad que todavía tuteaba al minero Clavería en agradecimiento por haberle pintado el Ancla que, desde entonces resulta el emblema de nuestra patria pequeña y solar, encargo lleno de practicismo y simbolismo que recomendara don Jorge Hicks, en 1868, administrador de la Compañía de Salitres de Antofagasta, la del embargo boliviano que provocó la Guerra del Pacífico, y, en cierto modo, el primer prisionero de Chile en esta contienda ", aseguraba el poeta Andrés Sabella.
“La “Historia de Antofagasta” de que usted es autor será para la ciudad y la Región toda de esta provincia un libro de gran valor y habrá de recibir de parte de la opinión pública la más franca acogida, con merecido estímulo a su esfuerzo” le escribía el alcalde Maximiliano Poblete, el 2 de mayo de 1926.
El Monseñor Luis Silva Lezaeta, quien fuera obispo de la ciudad y miembro de la Academia Chilena de la Lengua y de la Sociedad Chilena de Historia y Geografía enumeraba: “Lenguaje sencillo, pero correcto (…) contiene muchas noticias del todo desconocidas para la generalidad y documentos inéditos importantes que sería imposible consultar en otro libro”.

## Reconocimientos
- Ciudadano Honorario - Distinción otorgada por la Municipalidad de Antofagasta.